# 伊戈尔二世·奥利戈维奇
伊戈尔二世·奥利戈维奇（Игорь II Ольгович；？—1147年9月19日）古罗斯王公，基辅大公（1146年在位）。奥利戈维奇家族的代表人物。
伊戈尔·奥利戈维奇为切尔尼戈夫公爵奥列格·斯维亚托斯拉维奇之子，教名为格奥尔基。他的母亲是一个希腊贵族妇女狄奥凡尼亚。
1140年代，罗斯陷入严重的王公内讧。为了争夺基辅大公的公位，组成了两个王公集团：奥利戈维奇家族和姆斯季斯拉维奇家族，两家都是智者雅罗斯拉夫大公的直系后代。弗谢沃洛德二世·奥利戈维奇大公（伊戈尔的哥哥）的傲慢引起了许多王公和基辅人民的不满。在弗谢沃洛德去世后，伊戈尔·奥利戈维奇继承了大公公位。但是显然，他与其兄一样不受基辅人欢迎。遍年史描述伊戈尔·奥利戈维奇是一个“不诚实、贪婪、奸诈和凶恶的人”。他的统治时间还不到2周，就被由基辅人召来的佩列亚斯拉夫王公伊贾斯拉夫·姆斯季斯拉维奇推翻。
伊戈尔·奥利戈维奇在逃跑过程中陷入了一片沼泽，因而被俘。伊贾斯拉夫·姆斯季斯拉维奇下令把他扔到一个大坑里让他自生自灭。伊戈尔在坑里一直待到1146年秋天，终于病倒了。他乞求伊贾斯拉夫宽恕他，让他去当一个修道士。伊贾斯拉夫于是把他放了出来。伊戈尔·奥利戈维奇以达维德的名字在圣费奥多尔修道院当了一名修道士。1147年，由于怀疑伊戈尔企图复位，伊贾斯拉夫·姆斯季斯拉维奇授意一群暴徒杀害了伊戈尔·奥利戈维奇。
根据记载伊戈尔·奥利戈维奇的遗体显现了奇迹，这使他被认为是一位殉道者，并被封为圣人。纪念他的日期是6月5日。
| 前任： 弗谢沃洛德二世 | 基辅大公 | 继任： 伊贾斯拉夫二世 |